# Drosophila hemipeza
Drosophila hemipeza är en tvåvingeart som först beskrevs av Elmo Hardy 1965.

## Taxonomi
Drosophila hemipeza ingår i släktet Drosophila och familjen daggflugor.

## Utbredning
Artens utbredningsområde är Hawaii.